# Zaxxon
《Zaxxon》是世嘉于1982年出品的街机卷轴射击游戏。玩家在游戏中驾驶战斗机消灭外星人。游戏采用斜45度视角画面，是此类视角射击游戏的鼻祖。

## 扩展阅读
- 李松峰. . 图灵社区. 2011-12-25  [2025-07-29]. （原始内容存档于2024-10-10）.